# Stanley Mandikarija
Stanley Mandikarija (Moengo) is een Surinaams zanger en songwriter. In de jaren 1970 zong hij voor verschillende beatgroepen en in de Torarica Houseband. Verder zingt hij in de stijl Pop-Java en soulballads.

## Biografie
In de jaren 1970, hij was twaalf à dertien jaar oud, werd zijn zangtalent ontdekt toen ene Elias van de groep Sinar Bulan hem in de badkamer hoorde zingen. Elias voeg hem om zich bij hen aan te sluiten. Hij leerde zichzelf gitaar, piano en keyboard spelen en ging ook een tijd vanuit Moengo voor les naar de Nationale Volksmuziekschool in Paramaribo.
Na Sinar Bulan zong hij nog voor een andere beatgroep uit Moengo, Suara Muda. Op zijn zestiende vertrok hij naar Paramaribo en zong daar met Suara Istana en de beatgroepen Combo Five en Astaria Combo. Ook speelde hij in de Torarica Houseband onder leiding van Juan Navia en August Dompig.
In 1986 deed hij mee met het componistenfestival SuriPop IV, met zijn inzending Salintina. Het werd gezongen door Ro Willems.
Op latere leeftijd is hij teruggekeerd naar Moengo. Zijn muziekstijl wijzigde in Pop-Java en heeft een voorkeur voor het zingen van soulballads. Rond de jaarwisseling van 2014/2015 had hij wekenlang een nummer 1-hit met Ik hou van jou in de Pop-Java-hitlijst.